# Кардіографія
Кардіогра́фія (від грецького kardía — серце, grapho — пишу), — запис скорочень серця; у широкому сенсі — методи реєстрації скоротливої функції серця.
Перша кардіограма (механокардіограма) в людини була отримана французьким фізіологом Е. Мареєм в 1863 році шляхом реєстрації серцевого поштовху в п'ятому міжребер'ї.
В подальшому було розроблено велику кількість методів реєстрації скоротливої функції серця:
- Механокардіограма
- Електрокардіографія
- Балістокардіографія
- Динамокардіографія
- Кінетокардіографія
- Сейсмокардіографія
- Рентгенокардіографія
- Електрокімокардіографія
- Фонокардіографія
- Полікардіографія
- Ехокардіографія
- Магнітокардіографія
- Коронаровентрикулографія